# Polycephalium
Polycephalium es un género  de plantas  perteneciente a la familia Icacinaceae. Es originario de Camerún. El género fue descrito por Engl. y publicado en Nat. Pflanzenfam. Nachtr. 227 en el año 1897.

## Especies
- Polycephalium capitatum  	(Baill.) Keay
- Polycephalium lobatum 	(Pierre) Pierre ex Engl.